# Drosophila toyohii
Drosophila toyohii este o specie de muște din genul Drosophila, familia Drosophilidae, descrisă de Lin și Tseng în anul 1972.
Este endemică în Taiwan. Conform Catalogue of Life specia Drosophila toyohii nu are subspecii cunoscute.